# Presladol
Presladol je naselje v Občini Krško.
Naselje spada v KS Rožno Presladol, župnija Brestanica. 

## Pokopališče
Pokojne pokopavajo delno na Rožnem pri Sv. Kancijanu, večinoma pa pri Sv. Petru v Brestanici.